# Leithental

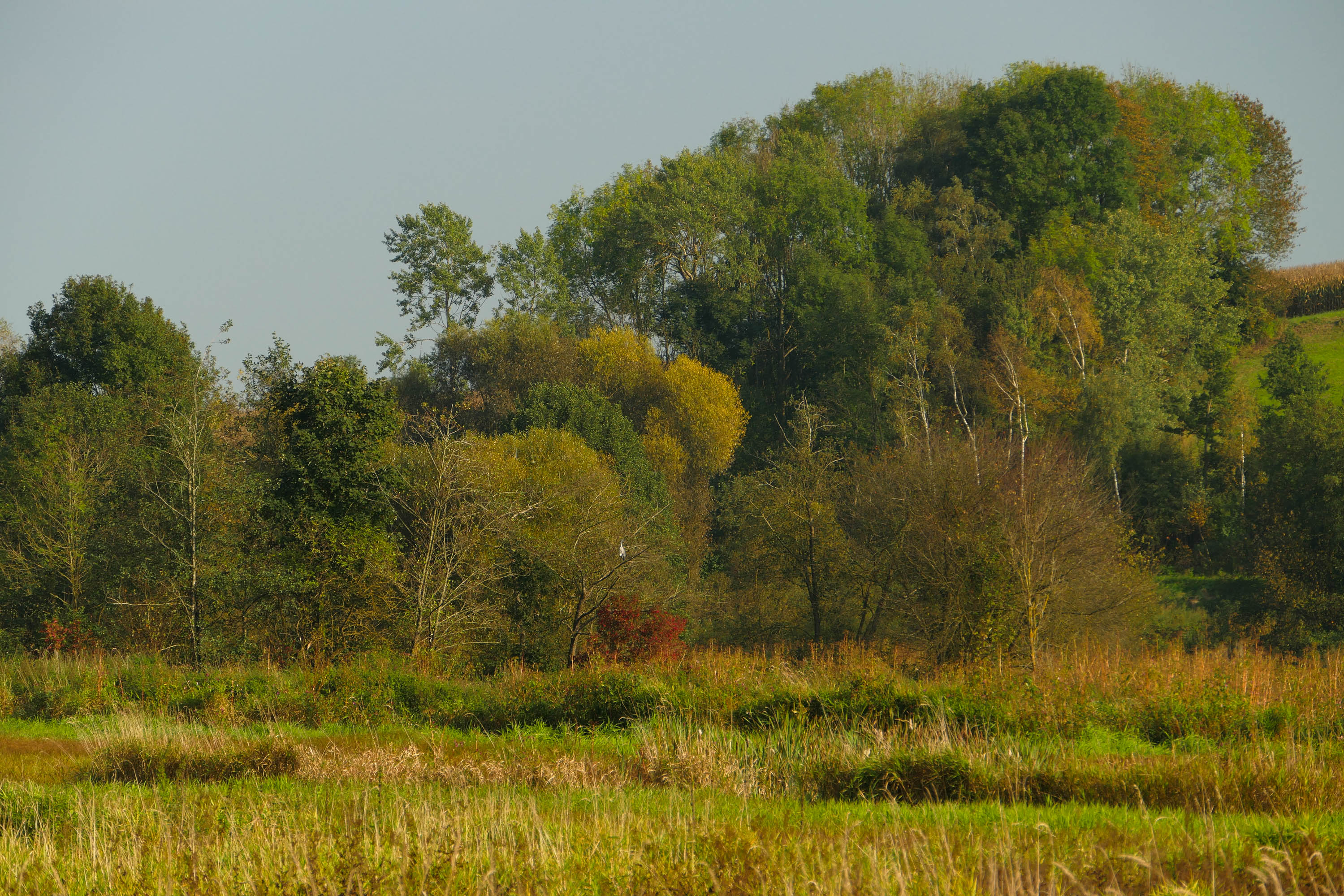
Naturschutzgebiet Koaserin am unteren Ende des Leithentales

Das Leithental, auch Tal der sieben Mühlen oder lokal (In der) Leithen (dialektal [laɪ̯n]) genannt, ist ein an der Grenze von Peuerbach und Neukirchen am Walde gelegenes, etwa zwei Kilometer langes Durchbruchstal in Oberösterreich, das vom Leitenbach durchflossen wird. Aufgrund seiner landschaftlichen Schönheit und der Nähe zum Naturschutzgebiet Koaserin ist es in der Region ein beliebtes Ausflugsziel. Es wies bis in die zweite Hälfte des 20. Jahrhunderts eine außergewöhnlich hohe Dichte an Mühlen, Sägewerken und anderen handwerklichen Betrieben auf. 
Das Tal erstreckt sich von der Stroißmühle im Westen bis zur bereits 1371 erstmals urkundlich erwähnten Furthnermühle im Osten. Die 1902 begründete Tradition der Stromerzeugung wird auch nach der Einstellung der Mühlen an sieben Standorten fortgeführt, ebenso der Landmaschinenbau durch die aus einer 1649 erstmals erwähnten Hammerschmiede hervorgegangene Firma Pühringer, die zu den ältesten Gewerbebetrieben des Bezirks Grieskirchen zählt.

## Mühlen im Leithental
- Stroißmühle (ehemalige Steinwehrmühle)
- Mittermühle
- Ehlingermühle
- Kupferhamermühle
- Reischlmühle
- Achleithnermühle
- Furthnermühle